# Ann Island
Ann Island ist eine Insel in der Gruppe der Debenham-Inseln vor der Fallières-Küste des antarktischen Grahamlands. Sie liegt südöstlich von Barbara Island.
Entdeckt haben sie Teilnehmer der British Graham Land Expedition (1934–1937) unter der Leitung des australischen Polarforschers John Rymill. Dieser benannte die Insel nach Ann Debenham (* 1927, später verheiratete Buxton), einer Tochter des australischen Polarforschers Frank Debenham, Mitglied in der Beratungskommission der Forschungsreise.